# Национален отбор по футбол на Сенегал
Национален отбор по футбол на Сенегал е отборът, които представлява сенегалската държава във всички международни турнири на УЕФА И ФИФА по футбол. Отборът е един от най-добрите представители на африканския футбол, има едно участие на финали на световни първенства като през 2002 година на финалите в Япония и Южна Корея записва най-доброто си представяне класиране на четвъртфинал. На континентално ниво отбора се стига до финал през 2002 за купата на африкан-ските нации. Наричат се още „лъвовете от теранга“. Един от играчите на тима е награден с наградата най-добър вратар в шампионска лига за 2021 г. – вратаря Менди. От школата тръгват най-добрите сенегалски спортисти – Садио Мане и капитана на отбора по плажен футбол, с който отиват на четвърто място в света през 2021 г. Треньор е сенегалецът Алиу Сисе. Националния отбор на Сенегал е създаден на 30 ноември 1959 г., а две години по-късно играят ѝ първия си мач на профисионално ниво. Най-голямата победа на тима е срещу Мавритания през 1972 г. с 10 – 1.

## История на световни първенства

### Световно през 2002
След като победиха защитаващия световен шампион Франция в първия си мач, те завършиха наравно с Дания (1 – 1) и Уругвай (3 – 3), за да продължат от груповата фаза. Победиха Швеция в продълженията на осминафиналите (като станаха първия и единствен африкански отбор победил европейски в зона на елиминациите), за да стигнат до четвъртфиналите, един от само трите африкански отбора, които успяват така (заедно с Камерун през 1990 г. и Гана през 2010 г.). Там те загубиха от Турция в продълженията. Най-много попадения бе отбелязал Папа Буба Диоп с 3 попадения.

### Световно през 2018
През 2018 г. в Русия Сенегал бе в група с Полша, Япония и Колумбия. След победа над Полша с 2 – 1 лъвовете от теранга почнаха да мечтаят за осминафинал. Срещу Япония резултата бе 2 – 2, където падна и първия гол на Содио Мане на световно. Сенегал отпадна от надпреварата след загуба от Колумбия с 0 – 1

### Световно през 2022
През 2022 г. в Катар Сенегал бе в група с домакина Катар, с Нидерландия и с Еквадор. След загуба с 2 – 0 Сенегал не губеше надежди, въпреки че звездата на сенегалците Мане не беше в Катар. Сенегал победиха Катар с 1 – 3 и после 1 – 2 Еквадор и се класира за осминафинал където съперник бе Англия. Африканците загубиха с 3 – 0 и отпаднаха от световното в Катар.

## Треньори
- До 19 декември 2022 г.

| Менажер          | Период      | Мача | Победи | Равни | Загуби | Успех, % |
| ---------------- | ----------- | ---- | ------ | ----- | ------ | -------- |
| Петер Шнитгер    | 1995 – 2000 |      |        |       |        |          |
| Брюно Метсю      | 2000 – 2002 |      |        |       |        |          |
| Ги Стефан        | 2002 – 2005 |      |        |       |        |          |
| Абдулай Сар      | 2005 – 2006 |      |        |       |        |          |
| Хенрик Касперчак | 2006 – 2008 |      |        |       |        |          |
| Ламин Н'Диай     | 2008        |      |        |       |        |          |
| Амсату Фол       | 2009        |      |        |       |        |          |
| Амара Траоре     | 2009 – 2012 |      |        |       |        |          |
| Карим Сега Диуф  | 2012        |      |        |       |        |          |
| Алиу Сисе        | 2012        |      |        |       |        |          |
| Жозеф Кото       | 2012        |      |        |       |        |          |
| Майасен Мар      | 2012 – 2013 |      |        |       |        |          |
| Ален Жиресе      | 2013 – 2015 |      |        |       |        |          |
| Алиу Сисе        | 2015–       |      |        |       |        |          |

## Представяне на големите форуми

### Световни първенства
| Финални турнири за Световно първенства | Финални турнири за Световно първенства | Финални турнири за Световно първенства | Финални турнири за Световно първенства | Финални турнири за Световно първенства | Финални турнири за Световно първенства | Финални турнири за Световно първенства | Финални турнири за Световно първенства | Финални турнири за Световно първенства |                  | Квалификации за световно първенство | Квалификации за световно първенство | Квалификации за световно първенство | Квалификации за световно първенство | Квалификации за световно първенство | Квалификации за световно първенство |                  |
| Год.                                   | Кръг                                   | Позиция                                | М                                      | П                                      | Р *                                    | З                                      | ВГ                                     | ДГ                                     | М                | П                                   | Р                                   | З                                   | ВГ                                  | ДГ                                  |                                     |                  |
| -------------------------------------- | -------------------------------------- | -------------------------------------- | -------------------------------------- | -------------------------------------- | -------------------------------------- | -------------------------------------- | -------------------------------------- | -------------------------------------- | ---------------- | ----------------------------------- | ----------------------------------- | ----------------------------------- | ----------------------------------- | ----------------------------------- | ----------------------------------- | ---------------- |
| 1930                                   | Част от Франция                        | Част от Франция                        | Част от Франция                        | Част от Франция                        | Част от Франция                        | Част от Франция                        | Част от Франция                        | Част от Франция                        | Отказано участие | Отказано участие                    | Отказано участие                    | Отказано участие                    | Отказано участие                    | Отказано участие                    | Отказано участие                    | Отказано участие |
| 1934                                   | Част от Франция                        | Част от Франция                        | Част от Франция                        | Част от Франция                        | Част от Франция                        | Част от Франция                        | Част от Франция                        | Част от Франция                        | Отказано участие | Отказано участие                    | Отказано участие                    | Отказано участие                    | Отказано участие                    | Отказано участие                    | Отказано участие                    | Отказано участие |
| 1938                                   | Част от Франция                        | Част от Франция                        | Част от Франция                        | Част от Франция                        | Част от Франция                        | Част от Франция                        | Част от Франция                        | Част от Франция                        | Отказано участие | Отказано участие                    | Отказано участие                    | Отказано участие                    | Отказано участие                    | Отказано участие                    | Отказано участие                    | Отказано участие |
| 1950                                   | Част от Франция                        | Част от Франция                        | Част от Франция                        | Част от Франция                        | Част от Франция                        | Част от Франция                        | Част от Франция                        | Част от Франция                        | Отказано участие | Отказано участие                    | Отказано участие                    | Отказано участие                    | Отказано участие                    | Отказано участие                    | Отказано участие                    | Отказано участие |
| 1954                                   | Част от Франция                        | Част от Франция                        | Част от Франция                        | Част от Франция                        | Част от Франция                        | Част от Франция                        | Част от Франция                        | Част от Франция                        | Отказано участие | Отказано участие                    | Отказано участие                    | Отказано участие                    | Отказано участие                    | Отказано участие                    | Отказано участие                    | Отказано участие |
| 1958                                   | Част от Франция                        | Част от Франция                        | Част от Франция                        | Част от Франция                        | Част от Франция                        | Част от Франция                        | Част от Франция                        | Част от Франция                        | Отказано участие | Отказано участие                    | Отказано участие                    | Отказано участие                    | Отказано участие                    | Отказано участие                    | Отказано участие                    | Отказано участие |
| 1962                                   | Част от Франция                        | Част от Франция                        | Част от Франция                        | Част от Франция                        | Част от Франция                        | Част от Франция                        | Част от Франция                        | Част от Франция                        | Отказано участие | Отказано участие                    | Отказано участие                    | Отказано участие                    | Отказано участие                    | Отказано участие                    | Отказано участие                    | Отказано участие |
| 1966                                   | Част от Франция                        | Част от Франция                        | Част от Франция                        | Част от Франция                        | Част от Франция                        | Част от Франция                        | Част от Франция                        | Част от Франция                        | Отказано участие | Отказано участие                    | Отказано участие                    | Отказано участие                    | Отказано участие                    | Отказано участие                    | Отказано участие                    | Отказано участие |
| 1970                                   | Не се класира                          | Не се класира                          | Не се класира                          | Не се класира                          | Не се класира                          | Не се класира                          | Не се класира                          | Не се класира                          | 3                | 1                                   | 0                                   | 2                                   | 2                                   | 4                                   |                                     |                  |
| 1974                                   | Не се класира                          | Не се класира                          | Не се класира                          | Не се класира                          | Не се класира                          | Не се класира                          | Не се класира                          | Не се класира                          | 2                | 0                                   | 1                                   | 1                                   | 1                                   | 2                                   |                                     |                  |
| 1978                                   | Не се класира                          | Не се класира                          | Не се класира                          | Не се класира                          | Не се класира                          | Не се класира                          | Не се класира                          | Не се класира                          | 2                | 0                                   | 1                                   | 1                                   | 1                                   | 2                                   |                                     |                  |
| 1982                                   | Не се класира                          | Не се класира                          | Не се класира                          | Не се класира                          | Не се класира                          | Не се класира                          | Не се класира                          | Не се класира                          | 2                | 0                                   | 1                                   | 1                                   | 0                                   | 1                                   |                                     |                  |
| 1986                                   | Не се класира                          | Не се класира                          | Не се класира                          | Не се класира                          | Не се класира                          | Не се класира                          | Не се класира                          | Не се класира                          | 2                | 1                                   | 0                                   | 1                                   | 1                                   | 1                                   |                                     |                  |
| 1990                                   | Не участва                             | Не участва                             | Не участва                             | Не участва                             | Не участва                             | Не участва                             | Не участва                             | Не участва                             | Отказано участие | Отказано участие                    | Отказано участие                    | Отказано участие                    | Отказано участие                    | Отказано участие                    | Отказано участие                    | Отказано участие |
| 1994                                   | Не се класира                          | Не се класира                          | Не се класира                          | Не се класира                          | Не се класира                          | Не се класира                          | Не се класира                          | Не се класира                          | 8                | 3                                   | 1                                   | 4                                   | 11                                  | 12                                  |                                     |                  |
| 1998                                   | Не се класира                          | Не се класира                          | Не се класира                          | Не се класира                          | Не се класира                          | Не се класира                          | Не се класира                          | Не се класира                          | 2                | 0                                   | 1                                   | 1                                   | 2                                   | 3                                   |                                     |                  |
| 2002                                   | 1/4 финал                              | 7                                      | 5                                      | 2                                      | 2                                      | 1                                      | 7                                      | 6                                      | 10               | 5                                   | 4                                   | 1                                   | 16                                  | 3                                   |                                     |                  |
| 2006                                   | Не се класира                          | Не се класира                          | Не се класира                          | Не се класира                          | Не се класира                          | Не се класира                          | Не се класира                          | Не се класира                          | 10               | 6                                   | 3                                   | 1                                   | 21                                  | 8                                   |                                     |                  |
| 2010                                   | Не се класира                          | Не се класира                          | Не се класира                          | Не се класира                          | Не се класира                          | Не се класира                          | Не се класира                          | Не се класира                          | 6                | 2                                   | 3                                   | 1                                   | 9                                   | 7                                   |                                     |                  |
| 2014                                   | Не се класира                          | Не се класира                          | Не се класира                          | Не се класира                          | Не се класира                          | Не се класира                          | Не се класира                          | Не се класира                          | 8                | 3                                   | 4                                   | 1                                   | 11                                  | 8                                   |                                     |                  |
| 2018                                   | Групова фаза                           | 17                                     | 3                                      | 1                                      | 1                                      | 1                                      | 4                                      | 4                                      | 8                | 5                                   | 3                                   | 0                                   | 15                                  | 5                                   |                                     |                  |
| 2022                                   | 1/16 финал                             | 10                                     | 4                                      | 2                                      | 0                                      | 2                                      | 5                                      | 7                                      | 8                | 6                                   | 1                                   | 1                                   | 16                                  | 5                                   |                                     |                  |
| 2026                                   |                                        |                                        |                                        |                                        |                                        |                                        |                                        |                                        | 1                | 1                                   | 0                                   | 0                                   | 4                                   | 0                                   |                                     |                  |
| Общо                                   | 1/4 финал                              | 3/22                                   | 12                                     | 5                                      | 3                                      | 4                                      | 16                                     | 17                                     | 72               | 33                                  | 23                                  | 16                                  | 110                                 | 61                                  |                                     |                  |

### Купа на африканските нации
| Купа на африканските нации | Купа на африканските нации | Купа на африканските нации | Купа на африканските нации | Купа на африканските нации | Купа на африканските нации | Купа на африканските нации | Купа на африканските нации | Купа на африканските нации | Купа на африканските нации |
| Год.                       | Кръг                       | Позиция                    | М                          | П                          | Р                          | З                          | ВГ                         | ДГ                         |                            |
| -------------------------- | -------------------------- | -------------------------- | -------------------------- | -------------------------- | -------------------------- | -------------------------- | -------------------------- | -------------------------- | -------------------------- |
| 1957                       | Част от Франция            | Част от Франция            | Част от Франция            | Част от Франция            | Част от Франция            | Част от Франция            | Част от Франция            | Част от Франция            |                            |
| 1959                       | Част от Франция            | Част от Франция            | Част от Франция            | Част от Франция            | Част от Франция            | Част от Франция            | Част от Франция            | Част от Франция            |                            |
| 1962                       | Не е член на КАФ           | Не е член на КАФ           | Не е член на КАФ           | Не е член на КАФ           | Не е член на КАФ           | Не е член на КАФ           | Не е член на КАФ           | Не е член на КАФ           |                            |
| 1963                       | Не е член на КАФ           | Не е член на КАФ           | Не е член на КАФ           | Не е член на КАФ           | Не е член на КАФ           | Не е член на КАФ           | Не е член на КАФ           | Не е член на КАФ           |                            |
| 1965                       | 1/2 финал                  | 4                          | 3                          | 1                          | 1                          | 1                          | 5                          | 2                          |                            |
| 1968                       | Групова фаза               | 5                          | 3                          | 1                          | 1                          | 1                          | 5                          | 5                          |                            |
| 1970                       | Не се класира              | Не се класира              | Не се класира              | Не се класира              | Не се класира              | Не се класира              | Не се класира              | Не се класира              |                            |
| 1972                       | Не се класира              | Не се класира              | Не се класира              | Не се класира              | Не се класира              | Не се класира              | Не се класира              | Не се класира              |                            |
| 1974                       | Не се класира              | Не се класира              | Не се класира              | Не се класира              | Не се класира              | Не се класира              | Не се класира              | Не се класира              |                            |
| 1976                       | Не се класира              | Не се класира              | Не се класира              | Не се класира              | Не се класира              | Не се класира              | Не се класира              | Не се класира              |                            |
| 1978                       | Не се класира              | Не се класира              | Не се класира              | Не се класира              | Не се класира              | Не се класира              | Не се класира              | Не се класира              |                            |
| 1980                       | Не участва                 | Не участва                 | Не участва                 | Не участва                 | Не участва                 | Не участва                 | Не участва                 | Не участва                 |                            |
| 1982                       | Не се класира              | Не се класира              | Не се класира              | Не се класира              | Не се класира              | Не се класира              | Не се класира              | Не се класира              |                            |
| 1984                       | Не се класира              | Не се класира              | Не се класира              | Не се класира              | Не се класира              | Не се класира              | Не се класира              | Не се класира              |                            |
| 1986                       | Групова фаза               | 5                          | 3                          | 2                          | 0                          | 1                          | 3                          | 1                          |                            |
| 1988                       | Не се класира              | Не се класира              | Не се класира              | Не се класира              | Не се класира              | Не се класира              | Не се класира              | Не се класира              |                            |
| 1990                       | 1/2 финал                  | 4                          | 5                          | 1                          | 2                          | 2                          | 3                          | 3                          |                            |
| 1992                       | 1/4 финал                  | 5                          | 3                          | 1                          | 0                          | 2                          | 4                          | 3                          |                            |
| 1994                       | 1/4 финал                  | 8                          | 3                          | 1                          | 0                          | 2                          | 2                          | 3                          |                            |
| 1996                       | Не се класира              | Не се класира              | Не се класира              | Не се класира              | Не се класира              | Не се класира              | Не се класира              | Не се класира              |                            |
| 1998                       | Не се класира              | Не се класира              | Не се класира              | Не се класира              | Не се класира              | Не се класира              | Не се класира              | Не се класира              |                            |
| 2000                       | 1/4 финал                  | 7                          | 4                          | 1                          | 1                          | 2                          | 6                          | 6                          |                            |
| 2002                       | Финал                      | 2                          | 6                          | 4                          | 2                          | 0                          | 6                          | 1                          |                            |
| 2004                       | 1/4 финал                  | 6                          | 4                          | 1                          | 2                          | 1                          | 4                          | 2                          |                            |
| 2006                       | 1/2 финал                  | 4                          | 6                          | 2                          | 0                          | 4                          | 7                          | 8                          |                            |
| 2008                       | Групова фаза               | 12                         | 3                          | 0                          | 2                          | 1                          | 4                          | 6                          |                            |
| 2010                       | Не се класира              | Не се класира              | Не се класира              | Не се класира              | Не се класира              | Не се класира              | Не се класира              | Не се класира              |                            |
| 2012                       | Групова фаза               | 13                         | 3                          | 0                          | 0                          | 3                          | 3                          | 6                          |                            |
| 2013                       | Не се класира              | Не се класира              | Не се класира              | Не се класира              | Не се класира              | Не се класира              | Не се класира              | Не се класира              |                            |
| 2015                       | Групова фаза               | 9                          | 3                          | 1                          | 1                          | 1                          | 3                          | 4                          |                            |
| 2017                       | 1/4 финал                  | 5                          | 4                          | 2                          | 2                          | 0                          | 6                          | 2                          |                            |
| 2019                       | Финал                      | 2                          | 7                          | 5                          | 0                          | 2                          | 8                          | 2                          |                            |
| 2021                       | Шампион                    | 1                          | 7                          | 4                          | 3                          | 0                          | 9                          | 2                          |                            |
| 2023                       | предстои                   |                            |                            |                            |                            |                            |                            |                            |                            |
| Общо                       | 1, 2                       | 17/34                      | 67                         | 27                         | 17                         | 23                         | 78                         | 56                         |                            |

## Почетни листи
- До 4 декември 2022 г.

| #  | Име             | Период      | Мача | Гола |
| -- | --------------- | ----------- | ---- | ---- |
| 1  | Анри Камара     | 1999 – 2008 | 99   | 29   |
| 1  | Идриса Гай      | 2011–       | 99   | 7    |
| 3  | Садио Мане      | 2012–       | 93   | 34   |
| 4  | Роже Менди      | 1979 – 1995 | 87   | 3    |
| 5  | Шейху Куяте     | 2012–       | 84   | 4    |
| 6  | Тони Силва      | 1999 – 2008 | 83   | 0    |
| 7  | Жул Боканде     | 1979 – 1993 | 73   | 20   |
| 8  | Ламин Диата     | 2000 – 2008 | 71   | 4    |
| 9  | Ел Хаджи Диуф   | 2000 – 2008 | 70   | 24   |
| 10 | Калиду Кулибали | 2015–       | 68   | 1    |

| #  | Име            | Период      | Гола | Мача | Гола % |
| -- | -------------- | ----------- | ---- | ---- | ------ |
| 1  | Садио Мане     | 2012–       | 34   | 93   | 0.37   |
| 2  | Анри Камара    | 1999 – 2008 | 29   | 99   | 0.29   |
| 3  | Ел Хаджи Диуф  | 2000 – 2008 | 24   | 70   | 0.34   |
| 4  | Мамаду Ниянг   | 2002 – 2012 | 20   | 54   | 0.37   |
| 4  | Жул Боканде    | 1979 – 1993 | 20   | 73   | 0.27   |
| 6  | Муса Сов       | 2009 – 2018 | 18   | 50   | 0.36   |
| 7  | Папис Сисе     | 2009 – 2015 | 17   | 36   | 0.47   |
| 8  | Мамаду Дияло   | 1989 – 1999 | 15   | 35   | 0.43   |
| 9  | Муса Конате    | 2012 – 2019 | 12   | 34   | 0.35   |
| 10 | Сулейман Сане  | 1990 – 1997 | 11   | 23   | 0.48   |
| 10 | Фамара Диедиу  | 2014–       | 11   | 27   | 0.41   |
| 10 | Исмаила Сар    | 2016–       | 11   | 52   | 0.21   |
| 10 | Папа Буба Диоп | 2001 – 2008 | 11   | 63   | 0.17   |

## България – Сенегал
- До 1 януари 2013 година двата отбора не са се срещали в официален мач.